# 2Pacalypse Now
《2Pacalypse Now》는 1991년 11월 12일 인터스코프 레코드와 자이브 레코드에 의해 발매된 미국의 래퍼 투팍의 솔로 데뷔 스튜디오 음반이다. 《2Pacalypse Now》는 인종차별, 경찰, 빈곤, 흑인 범죄, 10대 임신 등 미국 사회가 직면한 현대 사회 문제에 대한 투팍의 논평이다. 이 음반에는 〈Brenda's Got a Baby〉, 〈Trapped〉, 〈If My Homie Calls〉라는 세 개의 싱글곡이 수록되었다.
《2Pacalypse Now》는 비평가들로부터 대체로 긍정적인 평가를 받았고 1995년 4월 19일 미국 음반 산업 협회로부터 골드 인증을 받았다. 25주년을 기념하여 2016년 11월 11일 바이닐과 카세트로 발매되었다.

## 논란
이 음반은 로널드 레이 하워드가 텍사스주 경찰관을 살해하고 그의 변호인이 《2Pacalypse Now》와 경찰의 잔혹함이라는 강한 테마에 영향을 받았다고 주장한 후 댄 퀘일 당시 미국 부통령의 공개적인 비판에서 비롯되었다. 퀘일은 "이런 음반이 발매될 이유가 없습니다. 우리 사회에서 설 자리가 없습니다."라고 말했다.

## 반응
| 전문가 평가                       | 전문가 평가 |
| 평가 점수                         | 평가 점수   |
| 출처                              | 점수        |
| --------------------------------- | ----------- |
| AllMusic                          | [ 5 ]       |
| Q                                 | [ 6 ]       |
| RapReviews                        | 8/10        |
| The New Rolling Stone Album Guide | [ 8 ]       |
| Tom Hull – on the Web             | B+ ()       |

《2Pacalypse Now》는 비평가들로부터 대체로 긍정적인 평가를 받았다. 비록 이 음반의 정치적 메시지, 가사, 그리고 그의 스토리텔링은 칭찬받았지만, 투팍 샤커의 데뷔 음반은 그것의 제작으로 비난을 받았다. 회고적인 리뷰에서 랩 리뷰는 음반에 5점 만점에 4점을 주며 다음과 같이 말했다. "비상적으로 긴 음반은 아니지만, 끈질긴 주제에 집중해서 듣는다면 많은 것을 빼앗길 수 있는 밀도 있고 무거운 음악이에요. 비트는 전반적으로 많은 인상을 주지 못하지만, 아마도 그것은 당연할 것입니다. 왜냐하면 어떤 것도 이런 종류의 서정적인 공연을 능가하도록 허용되어서는 안 되기 때문입니다. 투팍의 독설은 그의 성실함과 카리스마에 의해 전해지는데, 이 두 가지 모두 앞으로 몇 년 동안 꽃피울 인물들의 주요 특징으로 떠오를 것입니다. 투팍의 경력에 걸쳐 정치는 개인에 의해 채워졌고 그의 데뷔와 함께 차지했던 중앙 위치에서 물러났습니다."
올뮤직은 이 음반에 별 5개 만점에 3.5개를 주었다.

## 상업적 성과
《2Pacalypse Now》는 미국 빌보드 200에서 64위, 미국 톱 R&B/힙합 음반 차트에서 13위로 정점을 찍었다. 1995년 4월 19일, 이 음반은 미국 음반 산업 협회로부터 미국에서 500,000장 이상의 판매고를 올리며 골드 인증을 받았다. 2011년 9월 현재, 이 음반은 미국에서 923,455장이 팔렸다.

## 곡 목록
| #            | 제목                                      | 작사·작곡                                             | 프로듀서             | 재생 시간 |
| ------------ | ----------------------------------------- | ----------------------------------------------------- | -------------------- | --------- |
| 1.           | 〈Young Black Male〉                      | Tupac Shakur                                          | Big D the Impossible | 2:35      |
| 2.           | 〈Trapped〉                               | T. Shakur, Ramone "Pee-Wee" Gooden, Ray Tyson         | Pee-Wee              | 4:44      |
| 3.           | 〈Soulja's Story〉                        | T. Shakur, D. Evans, Isaac Hayes                      | Big D the Impossible | 5:05      |
| 4.           | 〈I Don't Give a Fuck〉                   | T. Shakur, R. Gooden                                  | Pee-Wee              | 4:20      |
| 5.           | 〈Violent〉                               | T. Shakur, David Elliott, Ronald Brooks, Maceo Parker | Raw Fusion           | 6:25      |
| 6.           | 〈Words of Wisdom〉                       | T. Shakur                                             | Shock G              | 4:54      |
| 7.           | 〈Something Wicked〉                      | T. Shakur, Jeremy Jackson                             | Jeremy               | 2:28      |
| 8.           | 〈Crooked Ass Nigga〉 (featuring Stretch) | T. Shakur, Randy Walker                               | Stretch              | 4:17      |
| 9.           | 〈If My Homie Calls〉                     | T. Shakur                                             | Big D the Impossible | 4:18      |
| 10.          | 〈Brenda's Got a Baby〉                   | T. Shakur                                             | Big D the Impossible | 3:53      |
| 11.          | 〈Tha' Lunatic〉 (featuring Stretch)      | T. Shakur, G. Jacobs                                  | Shock G              | 3:29      |
| 12.          | 〈Rebel of the Underground〉              | T. Shakur                                             | Big D The Impossible | 3:17      |
| 13.          | 〈Part Time Mutha〉 (featuring Poppi)     | T. Shakur                                             | Big D the Impossible | 5:13      |
| 총 재생 시간 | 총 재생 시간                              | 총 재생 시간                                          | 총 재생 시간         | 55:07     |

## 인증
| 국가        | 인증 | 판매량/출하량 |
| ----------- | ---- | ------------- |
| 미국 (RIAA) | 골드 | 923,455       |